# Abel-féle egyenletes konvergencia teszt
A klasszikus matematikai analízisben, az Abel-féle egyenletes konvergencia teszt, egy általános konvergencia kritérium függvény-sorokra, vagy függvények improprius integráljaira, a paraméterektől függően.
Az Abel-féle egyenletes konvergencia tesztet Niels Henrik Abel (1802 – 1829) norvég matematikus dolgozta ki.
Kapcsolatba hozható az Abel-teszttel, mely egy konvergencia kritérium valós számok általános sorozataira, és annak bizonyítására hasonló technikát használ, azaz a részenkénti összegzés módszerét.
Az Abel-féle egyenletes konvergencia teszt a következő:
Legyen {gn} egy valós-értékű folytonos függvény egyenletes korlátos (Egyenletes korlátosság) sorozata egy E halmazon úgy, hogy minden x ∈ E-re, és pozitív n-re gn+1(x) ≤ gn(x), továbbá legyen {ƒn} egy valós-értékű függvény sorozata úgy, hogy a Σƒn(x) sor konvergáljon általánosan E-re.
Ebből következően ƒn(x)gn(x) egyenletesen konvergál E-re.